# Gmina miejska Palilula (Nisz)
Gmina miejska Palilula (serb. Gradska opština Palilula / Градска општина Палилула) – gmina miejska w Serbii, w okręgu niszawskim, w mieście Nisz. W 2018 roku liczyła 72 843 mieszkańców.